# A84高速公路
法国A84高速公路是法国西部的一条高速公路，于2003年1月27日完工。A84连接雷恩和卡昂，全长170千米，造价约6.5亿欧元，是Estuaires高速的一部分。

## 路线

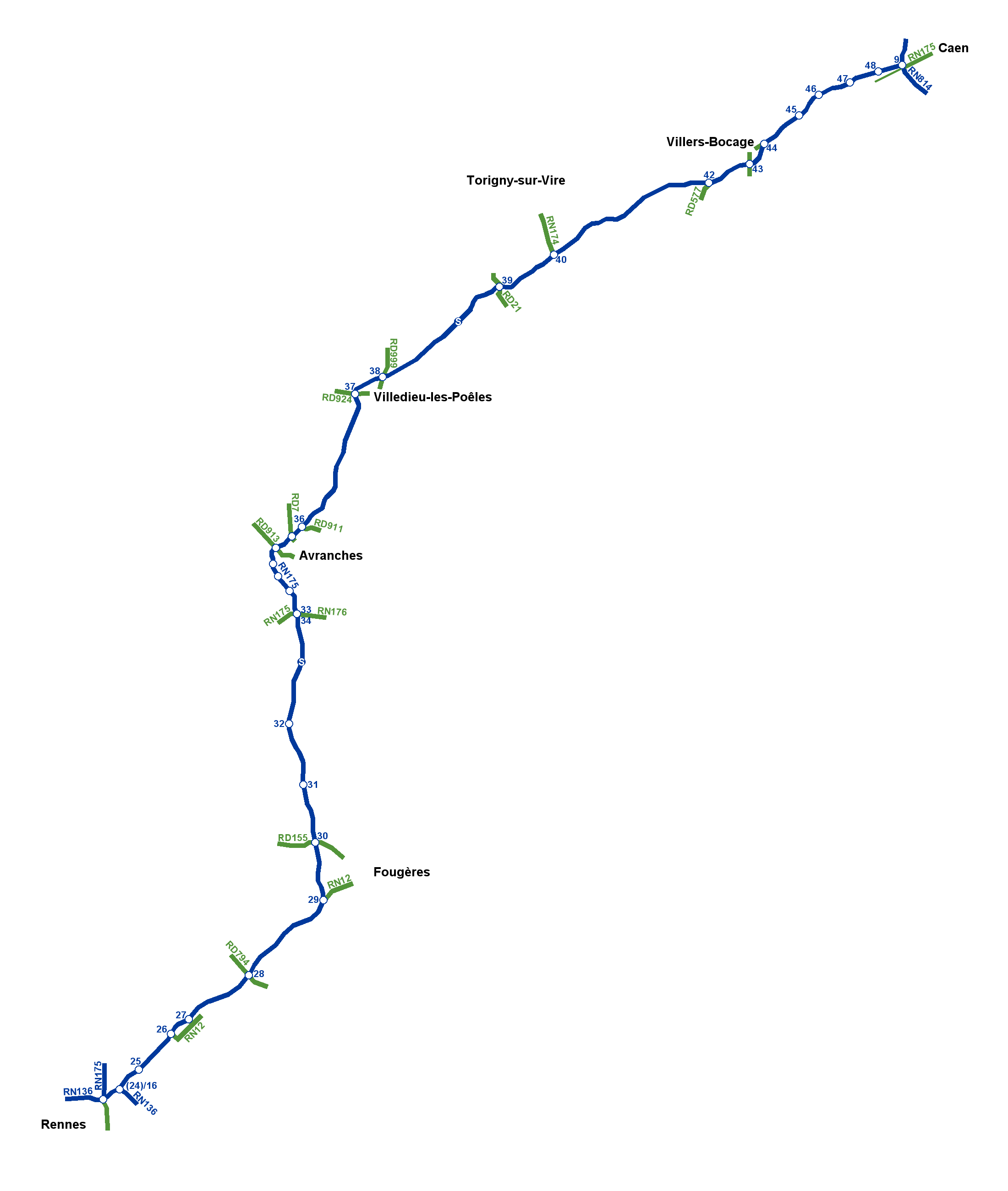
A84线路图